# Kvantna teorija polja
Kvántna teoríja pólja je razširitev kvantne mehanike od točkastih delcev do polj, kot je na primer elektromagnetno polje. Nova teorija se je morala razviti, ker navadna kvantna mehanika ni zmogla zadovoljivo opisati, na primer, nastanka ali anihilacije osnovnih delcev. Teorija je v skladu z Einsteinovo posebno teorijo relativnosti.
Kvantno teorijo polja so od leta 1935 do 1955 razvili fiziki, med njimi Paul Adrien Maurice Dirac, Vladimir Aleksandrovič Fok, Werner Karl Heisenberg, Wolfgang Ernst Pauli, Hans Albrecht Bethe, Enrico Fermi, Freeman John Dyson, Šiničiro Tomonaga, Julian Seymour Schwinger, Richard Phillips Feynman. Je temelj sodobnim fizikalnim teorijam osnovnih delcev v elektromagnetnem polju in poljih šibke in močne jedrske sile. Kvantna teorija elektromagnetnih pojavov ali kvantna elektrodinamika (QED) je do sedaj ena od najbolj preskušenih fizikalnih teorij.
Kvantna teorija polja ima z vidika sodobnejše teorije strun določene težave pri opisu hadronov, saj jih je bolje opisovati kot enorazsežne strune, namesto točkastih delcev.
Kvantna teorija polja opisuje pojave s topologijo Minkowskega {\displaystyle (ict,x,y,z)\in M^{4}(\equiv \mathbb {R} ^{1,3})}.